# Sienhachenbach
Sienhachenbach ist eine Ortsgemeinde im Landkreis Birkenfeld in Rheinland-Pfalz. Sie gehört der Verbandsgemeinde Herrstein-Rhaunen an.

## Geographie
Die Wohngemeinde liegt zwischen Idar-Oberstein und Lauterecken nordöstlich des Truppenübungsplatzes Baumholder. Nachbargemeinden sind Oberreidenbach, Otzweiler und Sien.
Zu Sienhachenbach gehört auch der Wohnplatz Forsthaus Antestal.

## Geschichte
Sienhachenbach wurde im Jahre 1508 erstmals urkundlich erwähnt.
Durch das rheinland-pfälzische „Landesgesetz über die Auflösung des Gutsbezirks Baumholder und seine kommunale Neugliederung“ vom 2. November 1993 (GVBl, S. 518) erhielt die Gemeinde zum 1. Januar 1994 zwei große Flurstücke des aufgelösten Gutsbezirks Baumholder.
Bevölkerungsentwicklung
Die Entwicklung der Einwohnerzahl von Sienhachenbach, die Werte von 1871 bis 1987 beruhen auf Volkszählungen:
| Jahr | Einwohner |
| 1815 | 190       |
| 1835 | 266       |
| 1871 | 144       |
| 1905 | 273       |
| 1939 | 242       |
| 1950 | 247       |

| Jahr | Einwohner |
| 1961 | 248       |
| 1970 | 236       |
| 1987 | 200       |
| 1997 | 218       |
| 2005 | 221       |
| 2023 | 181       |

## Politik

### Gemeinderat
Der Gemeinderat in Sienhachenbach besteht aus sechs Ratsmitgliedern, die bei der Kommunalwahl am 9. Juni 2024 in einer Mehrheitswahl gewählt wurden, und dem direkt gewählten ehrenamtlichen Ortsbürgermeister als Vorsitzendem.

### Bürgermeister
Dietmar Fritz wurde am 14. März 2017 Ortsbürgermeister von Sienhachenbach. Bei der Direktwahl am 26. Mai 2019 wurde er mit einem Stimmenanteil von 90,83 % in seinem Amt bestätigt. Da bei der Direktwahl am 9. Juni 2024 kein Wahlvorschlag eingereicht wurde, oblag die Neuwahl des Bürgermeisters gemäß rheinland-pfälzischer Gemeindeordnung dem Rat, der auf seiner konstituierenden Sitzung am 6. August 2024 einstimmig den bisherigen Ortsbürgermeister Dietmar Fritz für weitere fünf Jahre in seinem Amt bestätigte.
Der Vorgänger von Fritz als Ortsbürgermeister, der im Mai 2017 verstorbene Arnold Steitz, hatte das Amt aus gesundheitlichen Gründen zum 31. Dezember 2016 niedergelegt.

## Kultur und Freizeit
Im Jahre 1968 wurde das Gemeindehaus eingeweiht. Es ist der Mittelpunkt des kulturellen Lebens in der Gemeinde und wird von den örtlichen Vereinen genutzt. Die evangelische Kirche hält hier ihre Gottesdienste zu besonderen Kirchenfeiertagen ab, da es im Ort keine Kirche gibt. Oft wird das mit einem kleinen und einem großen Saal ausgestattete Haus für Familienfeiern, öffentliche Veranstaltungen sowie für Kursangebote der Volkshochschule genutzt.

### Vereine
- Männergesangverein (gegr. 1921) u. Frauenchor (gegr. 1987)
- Freiwillige Feuerwehr (gegr. 1939) und Förderverein
- Freizeitclub e. V. (gegr. 1979)

## Wirtschaft und Infrastruktur
Durch den Ort führt die Bundesstraße 270. In Lauterecken ist ein Bahnhof der Lautertalbahn.